# Marquesado de Valtierra
El marquesado de Valtierra es un título nobiliario español creado por el rey Alfonso XIII de España en favor de Carlos Espinosa de los Monteros y Sagaseta de Ilurdoz, militar y político, mediante real decreto del 12 de junio de 1907 y despacho expedido el 15 de septiembre del mismo año.

## Marqueses de Valtierra
|                           | Titular                                                        | Periodo                   |
| Creación por Alfonso XIII | Creación por Alfonso XIII                                      | Creación por Alfonso XIII |
| ------------------------- | -------------------------------------------------------------- | ------------------------- |
| i                         | Carlos Espinosa de los Monteros y Sagaseta de Ilurdoz          | 1907-1929                 |
| ii                        | Carlos Espinosa de los Monteros y Herreros de Tejada           | 1929-1931                 |
| iii                       | Francisco Javier Espinosa de los Monteros y Herreros de Tejada | 1931-1985                 |
| iv                        | Carlos Espinosa de los Monteros y Bernaldo de Quirós           | 1985-hoy                  |

## Historia de los marqueses de Valtierra
- Carlos Espinosa de los Monteros y Sagaseta de Ilurdoz (Pamplona, 12 de abril de 1847 - Madrid, 27 de mayo de 1928), i marqués de Valtierra, teniente general del ejército, capitán general de la VI Región Militar, embajador de España en Francia,  director general de correos y telégrafos.[1][3]

Casó el 20 de noviembre de 1876, en Madrid, con María de los Dolores Bermejillo y García-Menocal. En 1929 le sucedió su nieto paterno, hijo de Carlos Espinosa de los Monteros y Bermejillo y de su esposa María Jacinta Herreros de Tejada y Santa-Cruz:
- Carlos Espinosa de los Monteros y Herreros de Tejada (m. Madrid, 6 de marzo de 1940), ii marqués de Valtierra.[1][3]

El 3 de enero de 1931 le sucedió, por cesión, su hermano:
- Francisco Javier Espinosa de los Monteros y Herreros de Tejada (n. San Sebastián, 15 de octubre de 1911), iii marqués de Valtierra, capitán de ingenieros.[1][3]

Casó el 27 de junio de 1940, en Madrid, con Galinda Bernaldo de Quirós y Alcala-Galiano (m. 2005), hija de Jesús María Bernaldo de Quirós y Muñoz —i marqués de Quirós grande de España, ix marqués de Campo Sagrado y ii marqués de la Isabela, x conde de Marcel de Peñalba, ii vizconde de la Dehesilla— y de su esposa María del Consuelo Alcalá-Galiano y Osma —v marquesa de Castel Bravo, vi condesa de Casa Valencia grande de España y iii condesa de Romilla, v vizcondesa del Pontón—. El 6 de noviembre de 1985, previa orden del 11 de octubre para que se expida carta de sucesión (BOE del 20 de noviembre), le sucedió su hijo:
- Carlos Espinosa de los Monteros y Bernaldo de Quirós, iv marqués de Valtierra.[3]

Casó con María Eugenia de Simón y Vallarino. Padres de Iván Espinosa de los Monteros y de Simón, portavoz del Grupo Parlamentario de Vox en el Congreso de los Diputados.